# Re-Bounder
Re-Bounder, o Rebounder su schermo, è un videogioco d'azione pubblicato nel 1987 per Commodore 64 dalla Gremlin Graphics. È il seguito di Bounder e ha nuovamente per protagonista una palla da tennis rimbalzante, inquadrata dall'alto, questa volta capace anche di sparare.
A differenza del predecessore non fu mai convertito per altri sistemi; la versione ZX Spectrum era in programma, ma fu abbandonata.
Fu seguito nel 2011 da Bounder's World per iOS, una rivisitazione del primo Bounder con grafica tridimensionale.

## Modalità di gioco
Il giocatore controlla una palla da tennis che rimbalza incessantemente sul pavimento. La visuale è dall'alto, ossia l'immagine della palla si ingrandisce quando si solleva in aria e si rimpicciolisce quando scende verso il pavimento. L'ambiente è a scorrimento continuo, orizzontale o verticale: può essere in tutte le quattro direzioni, variando a seconda del livello. Lo scenario è costituito da piattaforme sospese alla stessa altitudine, di forme e dimensioni molto variabili, composte da elementi rettangolari. La palla si può spostare in tutte le direzioni e deve rimbalzare sulle piattaforme; se le manca, precipita sullo sfondo situato molto più in basso e si perde una vita. Solo lo scorrimento orizzontale è parallattico, ossia il fondale in lontananza si vede scorrere più lentamente.
Nemici fluttuanti di vario genere minacciano la palla e ne riducono la barra dell'energia vitale (la "pressione" della palla) se la toccano. Man mano che la palla si sgonfia, ovvero perde energia, i suoi balzi diventano sempre più bassi. Alcuni nemici come i missili e le barriere elettriche causano la perdita istantanea di una vita.
La palla può sparare ai nemici, in tutte le direzioni, combinando il pulsante di fuoco e il movimento del joystick. La potenza dell'arma è influenzata dalla pressione attuale.
Lo scopo di ogni livello è arrivare fino alla fine del percorso, dove lo scorrimento si ferma e si affronta un grosso boss, che si muove rapidamente e spara alla palla. 
Dopo aver sconfitto il boss compaiono delle frecce lampeggianti che permettono di scegliere tra una o più alternative per il percorso del livello successivo, determinando anche la direzione di scorrimento.
La scelta sbagliata del percorso può anche portare a un vicolo cieco e alla fine della partita; ciò rende necessario memorizzare le direzioni corrette apprese per tentativi.
Sulle piattaforme si possono trovare pareti non oltrepassabili e mattonelle con un aspetto ed effetto particolare. Le mattonelle con frecce consentono alla palla di fare il successivo rimbalzo più potente, restando molto più a lungo in aria.
I punti esclamativi valgono punteggio e i punti interrogativi concendono un bonus ignoto, che può essere utile o nocivo a seconda della faccina che compare successivamente. Il manuale suggerisce di memorizzare la posizione dei bonus, che presumibilmente resta la stessa a ogni partita.
Progredendo nei livelli si trovano ulteriori caratteristiche, come mattonelle che si sgretolano e scompaiono, teletrasporti, pozze di lava e altri terreni mortali o dannosi, ventilatori.
Alcuni oggetti rossi da raccogliere sono power-up di armamenti. Sono contrassegnati da A o F: A è uno scudo (la palla diventa metallica) che dà invincibilità temporanea, F potenzia con munizioni limitate l'arma, che può diventare ad esempio a raggi multidirezionali o a proiettili che girano intorno alla palla; lo stato dello scudo e dell'arma è simboleggiato da piccoli schermi in basso.
Nel corso della partita è necessario raccogliere 16 "smart bomb", che verranno automaticamente usate contro un mostro finale chiamato Overlord.
Un tipo di mattonella permette di accedere a una stazione di pompaggio; in una schermata a parte, con un personaggio che aziona una pompa a pedale, agitando velocemente il joystick si può gonfiare la palla, ovvero ricaricarne l'energia, in 5 secondi di tempo.

## Accoglienza
Re-Bounder fu ben accolto dalla critica europea e di solito considerato un degno seguito. Era apprezzato per la giocabilità e per la grafica. Qualche rivista trovò un po' più debole solo il sonoro (musica ed effetti).
Zzap! diede a Re-Bounder un voto complessivo del 90%; Computer and Video Games lo considerò un hit valutando 9/10 quasi tutti gli aspetti; Aktueller Software Markt lo considerò un hit e un riuscito pot-pourri di elementi di strategia e azione, valutando 10/12 tutti gli aspetti.
Commodore User fu più moderata (7/10), ritenendolo non molto differente dal primo Bounder.
Tilt gli riconobbe un buon interesse (15/20) e buona grafica e animazione.
Alcune riviste lo accostarono come genere a Trailblazer.